# Увековечение памяти защитников Отечества
Увековечение памяти защитников Отечества — в России деятельность государства, общественных организаций и отдельных граждан направленная на уважительное отношение к памяти защитников Отечества.

## Формы увековечения памяти
Основными формами увековечения памяти погибших при защите Отечества являются:
- сохранение и благоустройство воинских захоронений, памятников, стел, обелисков, других мемориальных сооружений и объектов, увековечивающих память погибших;
- сохранение и обустройство отдельных территорий, исторически связанных с подвигами погибших при защите Отечества;
- занесение фамилий погибших при защите Отечества и других сведений о них в книге Памяти;
- создание мемориальных музеев, организация выставок, вооружение на местах боевых действий памятных знаков;
- публикации в СМИ материалов о погибших при защите Отечества, создание произведений искусства и литературы, посвященных их подвигам;
- присвоение фамилий и имен погибших при защите Отечества населенным пунктам, улицам и площадям, физико-географическим объектам, предприятиям, учреждениям, в том числе образовательным, организациям, воинским частям, кораблям и судам;
- установление памятных дат и Всероссийского дня Памяти.

## На федеральном уровне
В России обязанности по организации и руководству работой по увековечению памяти защитников Отечества в Российской Федерации и за её пределами возложены на Министерство обороны Российской Федерации.
В структуре Министерства обороны РФ имеется Управление по увековечению памяти погибших при защите Отечества (начальник — генерал-майор запаса Попов В. В.)
В 1997 году был учрежден «Российский государственный военный историко-культурный центр при Правительстве РФ» (Росвоенцентр) — для разработки и реализации программ и планов по решению задач военно-исторического, мемориального и культурно-воспитательного характера, по поддержке и консолидации движений ветеранов войн, ветеранов военной службы и правоохранительных органов Правительством РФ. Так Росвоенцнетром ежегодно проводится открытиеи закрытие Всероссийской «Вахты Памяти», международная выставка «Народная память о защитниках Отечества» по результатам работы поисковых объединений и отрядов.

### Деятельность по сохранности мемориалов
По состоянию на 2013 год на территории Российской Федерации насчитывалось свыше 24 тыс. российских (советских) воинских захоронений периода Великой Отечественной войны.
Проектом федеральной целевой программы «Сохранность и реконструкция военно-мемориальных объектов на территории Российской Федерации на 2011—2015 годы», на реализацию планировалось выделять по 500 млн руб. ежегодно в период 2011—2013 годы.

### Поисковая деятельность
С 2007 г. Минобороны России осуществляет поисковые работы силами 90 отдельного специального поискового батальона.
За период проведения поисковых работ с 2006 по 2010 г. батальоном были найдены и преданы земле останки 5 340 солдат.
Только в 2010 году было задействовано 60 военнослужащих, поднято 825 останков погибших воинов, фамилии 354 из них были установлены,

### Доступ к информации
С апреля 2007 года информация о погибших и пропавших без вести, содержащаяся в ОБД, стала доступной в сети Интернет.
На 1 ноября 2010 года в ОБД «Мемориал» загружено 11,8 млн образов документов и 26,35 млн записей о персоналиях из 37 тысяч архивных дел Центрального архива Министерства обороны РФ, Центрального военно-морского архива, Российского государственного военного архива, Государственного архива РФ и его региональных отделений, а также из 31,6 тысяч паспортов воинских захоронений.

#### Справочные издания
Росвоенцентром была подготовлена и издана фундаментальная книга «Монументы и памятники воинской доблести и славы России», в которой даны иллюстрации и исторические справки памятников и монументов военно-исторических событий во всех регионах России с времен далекого прошлого до наших дней. Совместно с ВМФ был издан «Словарь биографический морской» с более чем тремя тысячами биографических справок и фотографий выдающихся деятелей Российского флота, судостроителей, ученых, деятелей культуры и др.

### Работа по увековечиванию памяти за рубежом
В иностранных государствах имеются представители Министерства обороны РФ, в соответствии с Указом Президента РФ от 1 октября 2007 года № 1313 «О представительствах Министерства обороны Российской Федерации в иностранных государствах, на территориях которых имеются российские воинские захоронения».
Межправительственные соглашения о сохранности наших воинских захоронений за рубежом подписаны с 12 странами (Венгрия, Польша, Румыния, Германия, Чехия, Словакия, Латвия, Финляндия, Италия, Монголия, Япония и Китай), ведется работа над 6 соглашениями (с такими государствами, как Литва, Эстония, государства Британского Содружества, Турция, Сербия, государства СНГ).
8 мая 2015 года главы Белоруссии, Казахстана, Киргизии, Узбекистана и Таджикистана приехали в Москву, чтобы отметить 70-летие Великой Победы. Важным направлением совместной работы российский лидер назвал продвижение на международной арене, прежде всего в ООН и ОБСЕ, инициатив по увековечиванию памяти о войне.
Только на территории 24 государств Европы захоронено более 2,5 миллиона советских воинов, погибших в годы Великой Отечественной войны 1941—1945 гг.

## На региональных и муниципальных уровнях
В последнее время, путём принятия законов на областном уровне, устанавливаются правовые основы присвоения почетных званий «Город воинской доблести», «Населенный пункт воинской доблести», «Рубеж воинской доблести». Данные почетные звание является высшей степенью признательности жителей на региональном уровне. Почетное звание присваивается населенным пунктам, на территории которых или в непосредственной близости от которых в ходе сражений защитники Отечества проявили мужество, стойкость и массовый героизм.
Региональными и муниципальными властями осуществляется поддержание Вечных огней, подготовка новых изданий региональных Книг Памяти.
Например, в Архангельске по состоянию на конец 2014 год числилось 42 памятника и памятных места — воинские захоронения, мемориалы, стелы, обелиски; при этом только в 2009—2014 годах в были установлены: стела «Архангельск — город воинской славы» и памятник Герою Советского Союза, адмиралу флота Николаю Герасимовичу Кузнецову на набережной Северной Двины, памятник «Тюленю — спасителю жителей города Архангельска и блокадного Ленинграда», стела Победы на ул. Никитова, танк ИС-3М в сквере у Дома офицеров, зенитная пушка С-60 в сквере Победы на ул. Поморской. Проведены работы по восстановлению захоронения летчиков, расположенного на территории Ильинского кладбища, с установкой памятников и цветников. Совместно с отделом Военного комиссариата Архангельской области проведится паспортизация воинских захоронений.

## Деятельность общественных организаций
Наряду со структурами государственной власти значительную работу по формированию основ патриотического воспитания проводят ветеранские организации военнослужащих, участников войны и боевых действий, сотрудников органов внутренних дел, а также целый ряд общественно-государственных и коммерческих структур.
С целью объединения поискового движения в августе 1991 г. была создана Ассоциация поисковых объединений, оформленная как самостоятельная юридическая организация. После распада СССР в РФ была образована общественная поисковая организация «Союз поисковых отрядов», с июля 2003 г. — Фонд «Союз поисковых отрядов», в состав которого на 2012 год входили 5 межрегиональных, 50 республиканских, краевых и областных поисковых объединений, всего более 600 поисковых отрядов общей численностью свыше 40 тыс. человек.

## В других странах
В Белоруссии увековечению также подлежат места боевых действий, вошедшие в историю Отечества как символ героизма, мужества и стойкости народа.
Поисковые работы выполняет 52 отдельный специализированный поисковый батальон (52 оспб) Вооруженных Сил Республики Беларусь. За 10 лет (1995—2004 годы) батальоном отработаны 819 поисковых объектов, обнаружено 12 210 останков; проведены эксгумация и перезахоронение 10 329 из них.

## Прочее
Ведомственными наградами Минобороны России за вклад в увековечение памяти погибших воинов являются Медаль «За заслуги в увековечении памяти погибших защитников Отечества» и знак отличия "За отличие в поисковом движении